# Allan Runciman Brown
Allan Runciman Brown (Launceston, 24 de abril de 1895 – local desconhecido, 1964) foi um tenente, mais tarde capitão aviador, que recebeu o título de "Ás da aviação" durante a Primeira Guerra Mundial, e também condecorações póstumas durante a Segunda Guerra Mundial.